# Піл (протока)
Піл (англ. Peel Sound) — протока в Канадському Арктичному архіпелазі, що відокремлює острів Принца Уельського від острова Сомерсет.

## Географія
Розташована на півночі Канади. Береги повністю лежать на території Нунавуту. З'єднує протоку Барроу, розташовану на півночі, з протоками Белло та Франклін на півдні. Ширина протоки в центральній частині близько 23 км. Протока Піл є частиною одного з маршрутів проходження Північно-Західним морським шляхом із Атлантичного в Тихий океан через протоки Ланкастер, Барроу, Піл, Франклін, затоку Ларсен, протоку Вікторія, затоку Квін-Мод, протоку Діз, затоку Коронейшен, протоку Долфін-енд-Юніон, затоку Амундсена.
Середня частина протоки вільна від островів, біля узбережжя розташовані острови Лок, Вівіан, Прескотт, Пандора, Отрік, Гібсон.
Покрита льодом більшу частину року, переважно це однорічний лід, але важкі арктичні льоди іноді заносяться з протоки Барроу. Суттєве танення льоду починається лише на початку серпня і продовжується до початку вересня; від середини вересня протока знову починає замерзати.